# Златоклас
Златоклас (болг. Златоклас) — село в Болгарии. Находится в Силистренской области, входит в общину Дулово. Население составляет 652 человека.

## Политическая ситуация
В местном кметстве Златоклас, в состав которого входит Златоклас, должность кмета (старосты) исполняет Ридван Кямил Адил (Движение за права и свободы (ДПС)) по результатам выборов.
Кмет (мэр) общины Дулово — Митхат Мехмед Табаков (Движение за права и свободы (ДПС)) по результатам выборов.